# Karol Maurer
Karol Maurer (ur. 5 grudnia 1983) – estoński zapaśnik walczący w stylu klasycznym. Mistrz nordycki w 2005 i drugi w 2006 roku.